# Séligné
Séligné ist eine französische Gemeinde mit 112 Einwohnern (Stand: 1. Januar 2022) im Département Deux-Sèvres in der Region Nouvelle-Aquitaine (vor 2016 Poitou-Charentes). Sie gehört zum Arrondissement Niort und zum Kanton Mignon-et-Boutonne.

## Geographie
Séligné liegt etwa 29 Kilometer südöstlich von Niort. Umgeben wird Séligné von den Nachbargemeinden Vernoux-sur-Boutonne im Norden und Nordosten, Brioux-sur-Boutonne im Osten, Villefollet im Süden, Brieuil-sur-Chizé im Südwesten sowie Secondigné-sur-Belle im Westen und Nordwesten.

## Bevölkerungsentwicklung
| Jahr                       | 1962 | 1968 | 1975 | 1982 | 1990 | 1999 | 2006 | 2019 |
| Einwohner                  | 203  | 199  | 152  | 161  | 153  | 140  | 125  | 116  |
| Quellen: Cassini und INSEE |      |      |      |      |      |      |      |      |

## Sehenswürdigkeiten

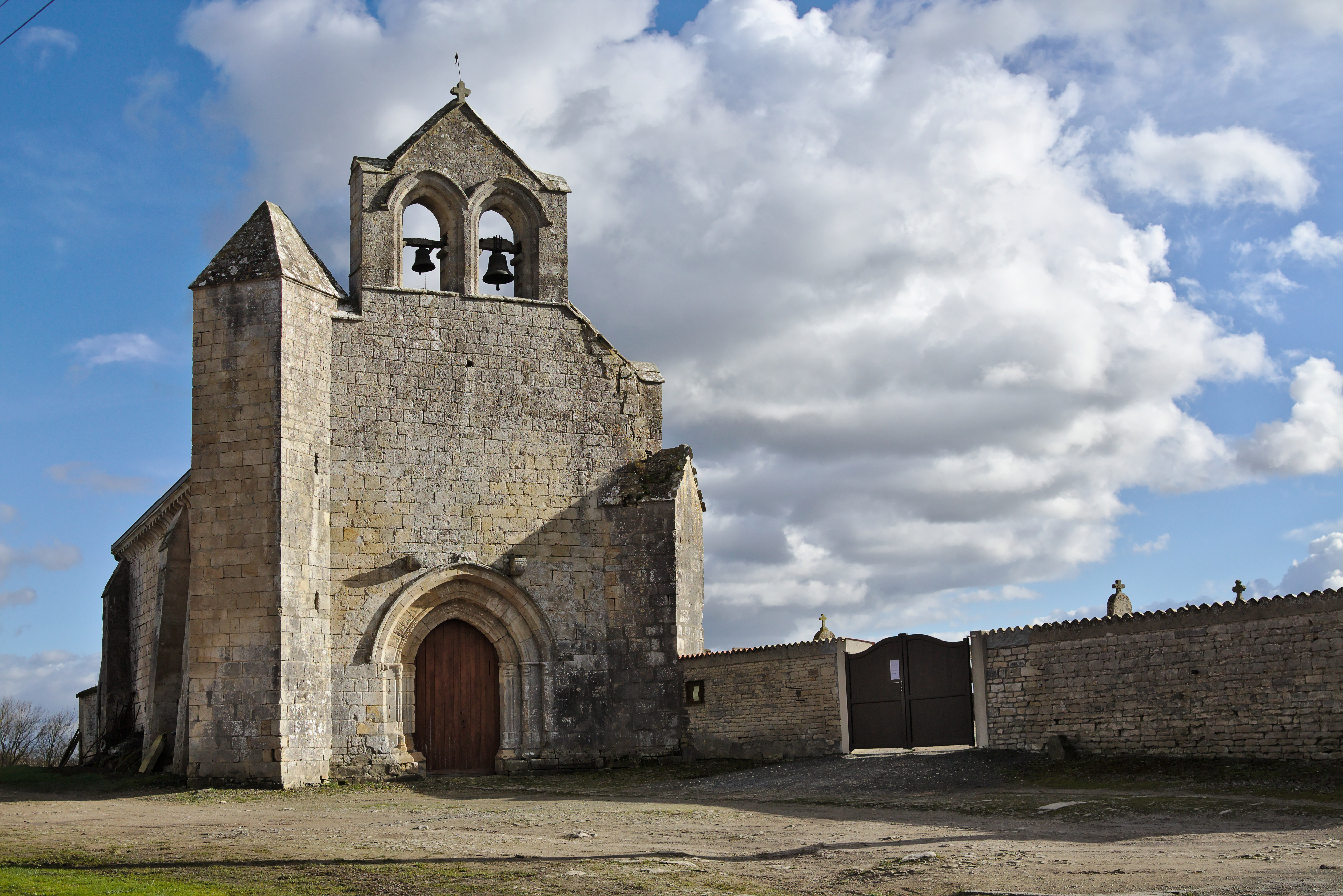
Kirche Notre-Dame

- Kirche Notre-Dame